# Шаталіна Євгенія Платонівна
Євгенія Платонівна Шаталіна (28 серпня 1926 р., Шевченкове) — український історик, дослідниця історії України 1920-1930-х років, архівознавець, археограф. Заслужений працівник культури УРСР (з 1970 року).

## Біографія
Народилася 28 серпня 1926 року на станції Шевченковій (нині селище міського типу Харківської області). 1949 року закінчила історичний факультет Харківського державного університету. У 1949⁣-⁣1950 роках — лаборант Харківського державного університету, у 1950-1974 роках — старший науковий співробітник Центрального державного архіву Жовтневої революції УРСР. Навчалася в аспірантурі Харківського державного університету, де у 1973 році, під керівництвом доктора історичних наук І. Л. Шермана захистила кандидатську дисертацію на тему: «Радянська археографія громадянської війни та іноземної військової інтервенції в Україні (1920–1941 рр.)». У 1974-2000 роках — старший науковий співробітник відділу історії України 20-30-х років XX століття Інституту історії АН УРСР.

## Наукова діяльність
Автор понад 150 праць з історії робітничого класу, селянства, колективізації, розвитку культури; джерелознавства, археографії, архівознавства, спеціальних історичних дисциплін. Основні праці:
- Чорнобильська трагедія: Документи і матеріали. — Київ, 1996 (упорядник, у співавторстві);
- Чорнобиль: проблеми здоров'я населення: Збірка документів і матеріалів: У 2-х часинах — Київ, 1995 (упорядник, у співавторстві);
- Експропріація селянських господарств в Україні у 1929–1932 рр. // УІЖ. — 1992. — № 3-4, 6-8;
- Колективізація і голод в Україні. 1929-1933 рр.: Збірка документів і матеріалів — Київ, 1992 (упорядник);
- Новые страницы в истории Донбасса. — Донецк, 1992;
- 33-й: Голод: Народна книга-меморіал. — Київ, 1991 (упорядник, у співавторстві);
- Становище дітей в Україні у 1931-1933 рр.: Документальна розповідь. — Київ, 1989 (у співавторстві);
- Развитие социальной структуры рабочего класса Украинской ССР (30-е годы). — Київ, 1988;
- Історія Києва: У 3-х томах — Том 3, Книга 1. — Київ, 1987 (у співавторстві);
- Очерки развития социально-классовой структуры УССР 1917–1937. — Київ, 1987 (у співавторстві);
- История Украинской ССР: В 10-ти томах — Том 7. — Київ, 1985 (у співавторстві);
- История гражданской войны и интервенции на Украине в советских документальных публикациях 20-30-х годов. — Київ, 1982;
- Українська Центральна Рада: Документи і матеріали: У 2-х частинах — Київ, 1996-97 (упорядник, у співавторстві).